# Henryk Kuminek
Henryk Bruno Kuminek (ur. 5 grudnia 1911 w Olkuszu, zm. 1940 w Katyniu) – dziennikarz, pisarz, krytyk literacki, bydgoski regionalista, działacz kultury, ofiara zbrodni katyńskiej.

## Życiorys
Urodził się 5 grudnia 1911 r. w Olkuszu. Był synem Wawrzyńca, kupca i Marianny z Chmistów. Jego ojciec pochodził w Górnego Śląska, a matka z Galicji. W sierpniu 1920 r. Kuminkowie zamieszkali wraz z trzema synami: Henrykiem, Stefanem i Jerzym w Bydgoszczy. Tu urodziły im się kolejne dzieci: Edward i Krystyna (ur. 1920). Henryk Kuminek od dzieciństwa związany z Bydgoszczą, tu ukończył edukację.
W 1934 r. rozpoczął pracę w „Dzienniku Bydgoskim”, gdzie powierzono mu redakcję dodatku „Nauka. Literatura. Sztuka”. Publikował w nim artykuły własne i innych autorów, recenzje, omówienia nowości wydawniczych, a także komentarze krytyczne dotyczące poezji, prozy i dramatu. Dał się poznać jako dobry publicysta i wnikliwy krytyk literacki. Na łamach pisma opublikował około 200 szkiców, artykułów kulturalno-literackich, recenzji i felietonów. Pisywał również do „Gazety Bydgoskiej”, „Przeglądu Bydgoskiego” i do „Wici Wielkopolskich”, gdzie zamieszczał kronikę bydgoską, poświęconą sprawom kultury i literatury.
Po uruchomieniu w 1937 r. bydgoskiego podstudia Pomorskiej Rozgłośni Polskiego Radia, kierował jej sekcją literacką, wygłaszał odczyty i prelekcje związane tematycznie z kulturą regionalną Bydgoszczy, Pomorza i Wielkopolski. Od 1934 r. uczestniczył w pracach bydgoskiej Rady Artystyczno-Kulturalnej.
Jego pasją była kultura i literatura regionalna. Swoje przemyślenia dotyczące pozbawionego zaściankowości regionalizmu, wyrażającego się w woli przeszczepienia swoich wartości do kultury ogólnonarodowej, zawarł w książce „Region twórczy”, opublikowanej w 1936 r., wysoko ocenionej przez krytykę. Do problematyki kultury regionalnej wracał wielokrotnie w latach 1938–1939 na łamach „Dziennika Bydgoskiego” i „Przeglądu Bydgoskiego”.
Po najeździe Niemiec hitlerowskich i Rosji sowieckiej na Polskę, brał udział jako podporucznik piechoty rezerwy w kampanii wrześniowej. Dostał się do niewoli sowieckiej i został osadzony w obozie NKWD w Kozielsku. W 1940 r. wraz z innymi jeńcami polskimi, został przez NKWD zamordowany w Katyniu.
5 października 2007 minister obrony narodowej Aleksander Szczygło mianował go pośmiertnie na stopień porucznika. Awans został ogłoszony 9 listopada 2007, w Warszawie, w trakcie uroczystości „Katyń Pamiętamy – Uczcijmy Pamięć Bohaterów”.